# Nick Veasey
Nick Veasey (Londres, 1962) es un fotógrafo británico que trabaja principalmente con imágenes creadas a partir de imágenes de rayos X. Algunas de sus obras son manipuladas fotográficamente  con Photoshop. Por eso trabaja con artistas digitales para realizar sus creaciones. Ha creado cientos de imágenes con esta técnica fotografiando todo tipo de objetos y personajes icónicos, como Marilyn Monroe, Michael Jackson o James Bond.

## Biografía
Nacido en Londres en 1962, trabajó en las industrias de la publicidad y el diseño y continuó trabajando en fotografía permanente convencional antes de ser invitado a hacer una radiografía de rayos X para un programa de televisión. Veasey también hizo una radiografía con los zapatos que llevaba aquel día y, después de mostrar la imagen terminada a un director de arte, se galvanizó por la respuesta que provocó.
Vive cerca de Maidstone, Inglaterra. Su trabajo ha aparecido en numerosas campañas publicitarias internacionales y en los productos y embalajes adornados en todo el mundo, especialmente la ingeniería textil Lenor/Downy y Creative Suite de Adobe.
En 2009 se inició una importante exposición de sus obras en Maddox Fine Arts en Mayfair, Londres. Las obras de arte también se exhiben en galerías internacionales, con exposiciones en 2018 en Europa, Norteamérica y Asia. Expone su obra en una galería en Kent, Inglaterra. Los visitantes pueden entrar en el taller y ver cómo trabaja en directo.
La primera colección de imágenes de Veasey se compaginó en formato duro: X-Ray: See Through The World Around You fue lanzado por Carlton/Goodman en el Reino Unido y Penguin en Norteamérica. El libro recoge imágenes captadas durante un periodo de 13 años de experimentación con imágenes y equipos de rayos X.

## Fotografía
El artista considera que esta colección es una declaración contra la superficialidad y una invitación a replantearse la percepción que tenemos de la realidad. Tal y como declara en su página web: "Vivimos en un mundo obsesionado con la imagen. lo que nos parece, lo que nos parece nuestra ropa, casas, coches ... Me gusta contrarrestar esta obsesión con aspecto superficial mediante el uso de rayos X para retirar las capas y mostrar cómo es debajo de la superficie. a menudo la belleza integral añade intrigas a los familiares. Todos hacemos suposiciones basadas en los aspectos visuales externos de lo que nos rodea y nos sentimos atraídos por personas y formas que son estéticamente agradables. Me gusta desafiar esta manera automática que reaccionamos ante la apariencia física sólo haciendo resaltar la belleza interior, a menudo sorprendente ".
También nos hace reflexionar sobre cómo la sociedad está cada vez más controlada por la seguridad y la vigilancia. Los controles de aeropuertos o las entradas a los tribunales son algunos ejemplos de sitios que revisan con rayos X nuestras pertenencias. Para Veasey, poder crear arte con equipos y tecnología diseñados para "limitar nuestra libertad" es toda una fuente de felicidad.

## Premis
Es el destinatario de numerosos premios fotográficos y de diseño, incluidos los IPA Lucie Awards, AOP, Graphis, Communication Arts, Applied Arts, PX3 y premios de la D & AD que también son nominados al IPA Lucie International Photographer of the Year 2008.
Afirma ser el responsable de realizar posiblemente el rayo-x más largo [cita requerida] hasta el día de hoy, un jet Boeing 777 de tamaño natural, que actualmente reside en un hangar en el aeropuerto de Logan, Boston. La imagen fue en gran parte desacreditada como rayos-X auténticos en 2009.